# John Charles Bignell sr.
John Charles Bignell (Den Haag, 26 januari 1861 – Den Haag, 12 mei 1921) was een Nederlands cartograaf, galeriehouder en kunsthandelaar.

## Leven en werk
John Charles Bignell wordt geboren in Den Haag. Zijn grootouders zijn afkomstig uit Esher in het Engelse graafschap Surrey en waarschijnlijk is zijn vader daar ook geboren. In 1884 trouwt hij met Elisabeth Geertruida Johanna Huguenin.
Het is niet bekend wat zijn opleiding is maar als hij zich in 1886 inschrijft bij de woningbouwvereniging is hij rijksambtenaar bij het “Departement van Oorlog”. In die tijd is de Topographische Inrichting onderdeel van dat departement en gevestigd in Den Haag. Daar vervolgt hij zijn carrière als cartograaf, eerst in de rang van eerste-klerk en vervolgens als adjunct-commies tot zijn "eervol ontslag" op eigen verzoek in 1902. Zijn cartografische werk wordt in diverse bronnen genoemd, gereproduceerd of is terug te vinden in diverse archieven waar onder het Haags Gemeentearchief.
Al tijdens zijn werk als cartograaf zijn krantenberichten te vinden over "aankoop van grondrente" door J.C. Bignell en na die tijd zijn regelmatig meer berichten te vinden van grondtransacties tussen Bignell en de gemeente. Het heeft er dan ook alle schijn van dat hij fortuin maakt met grondspeculaties, o.m. bij de aanleg van de Helmstraat in Scheveningen. Niet toevallig wordt aan de Helmstraat nummer 2 de Villa Esher Surrey gebouwd en blijkt hij daar nog een of meer andere panden te bezitten waarvan hij er ten minste één verhuurt.
Een van de liefhebberijen van Bignell is het fokken van sierduiven, hij wint er medailles mee op tentoonstellingen en zelfs jaren na zijn dood wordt hij in een boek over kropperrassen nog genoemd vanwege zijn blauwbonte holle kropper. Daarnaast is Bignell ook kunstliefhebber en bouwt hij een collectie op met onder meer werk van Willem de Zwart en Charles Dankmeijer.
Eind 1909 laat hij een gedeelte van zijn kunstcollectie veilen in Villa Erica bij P.J. Zürcher. Het kan zijn dat de contacten met Zürcher en anderen in de kunsthandel te Scheveningen en Den Haag later van pas zijn gekomen bij de entree van vader en zoon Bignell in de kunsthandel. Omstreeks 1911 wordt voor het eerst gesproken van Kunsthandel Esher Surrey. In 1913 wordt deze kunsthandel formeel opgericht als een NV onder leiding van vader en zoon Bignell. Dat zoon Charles John Robert Bignell, na een Scheveningse en een Haagse kunsthandelaar, de derde directeur van de Rotterdamse galerie en kunsthandel "De Protector" wordt, lijkt in ieder geval te wijzen op goede contacten met de collega kunsthandelaren.
Als Bignell in 1921 overlijdt is zijn zoon al zo'n tien jaar, mede dankzij hem, actief als kunstkenner, galeriehouder en kunsthandelaar.

## Afbeeldingen

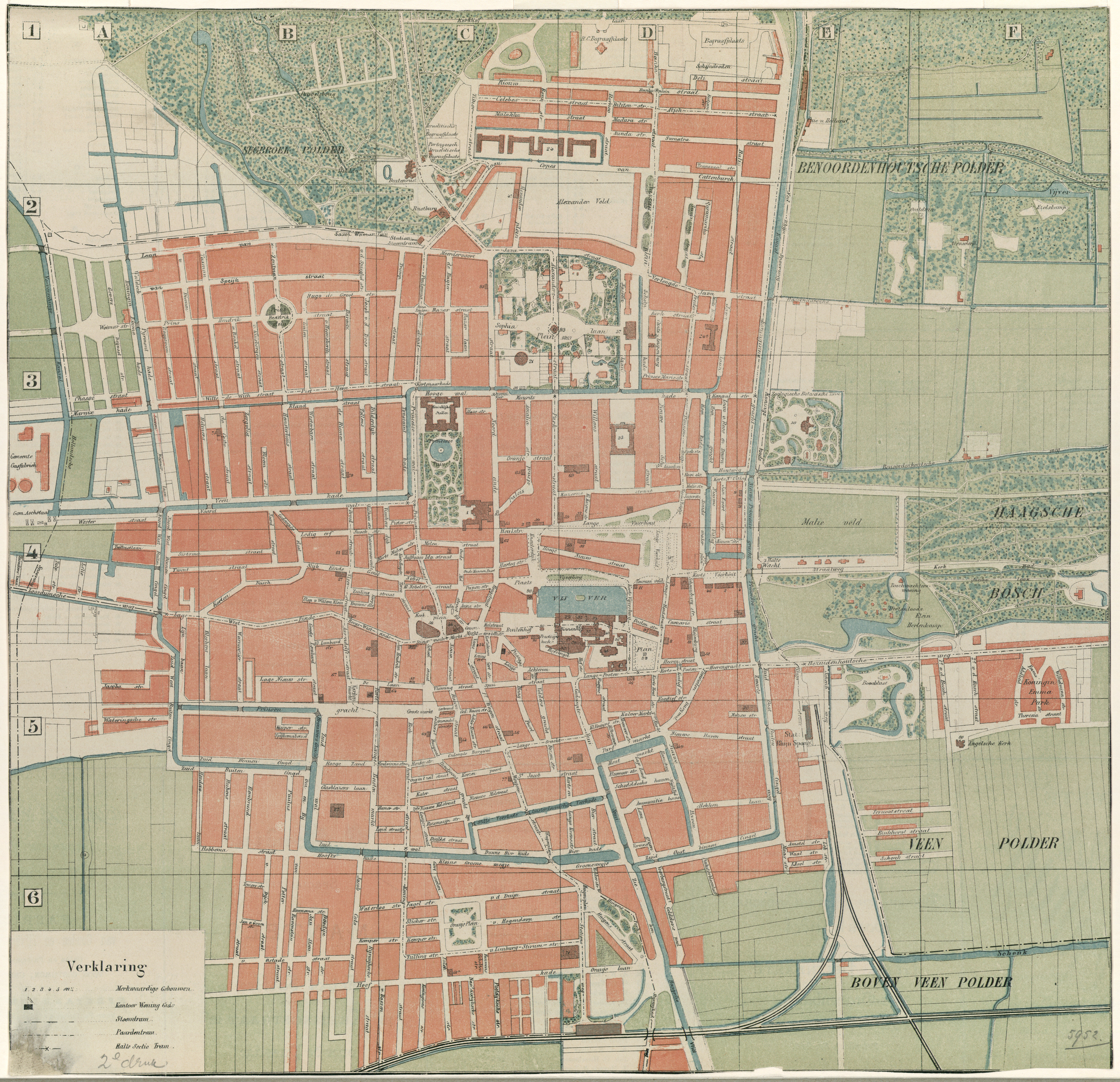
Plattegrond van 's-Gravenhage omtrent 1889. Vervaardiger: Bignell, J.C.
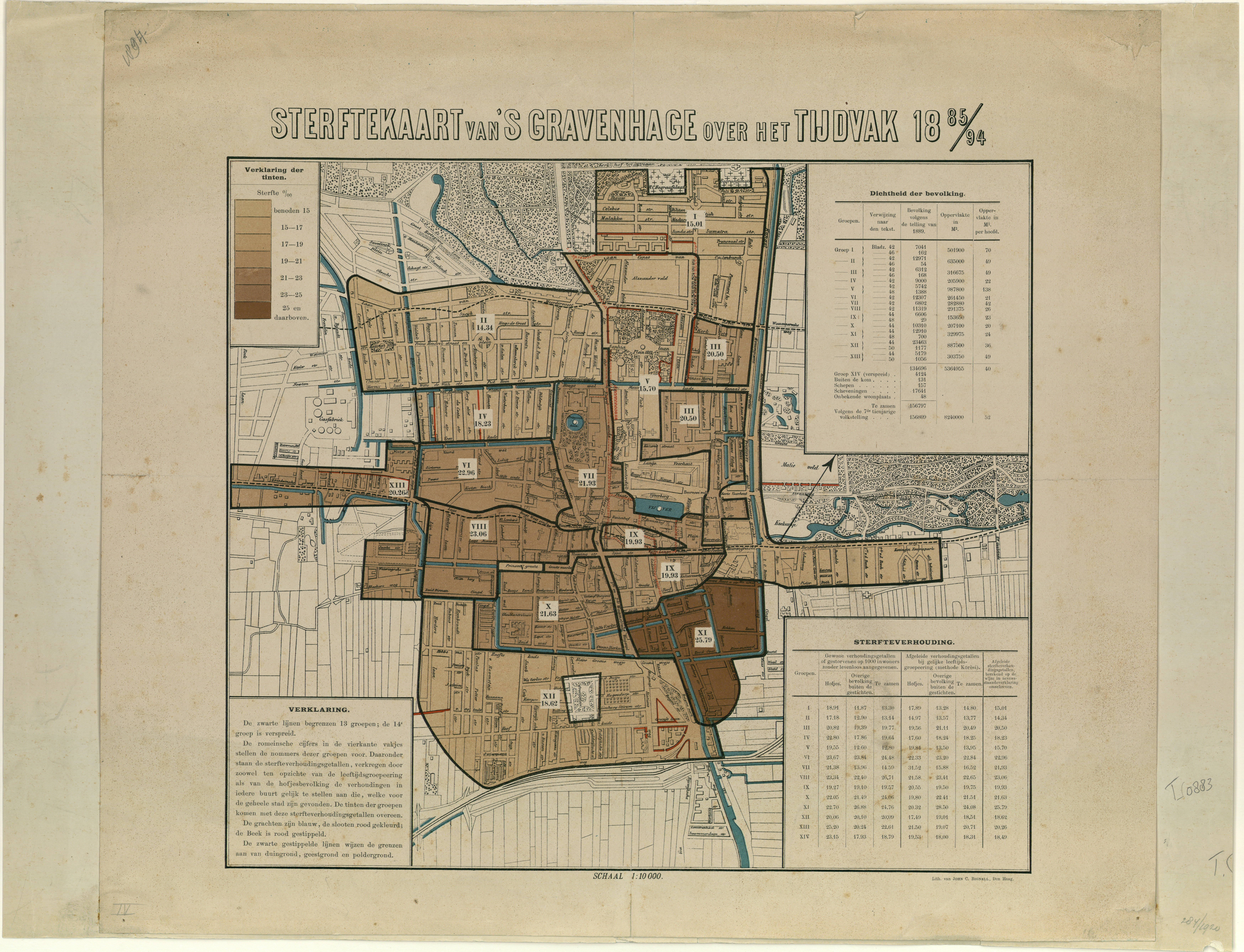
Sterftekaart van Den Haag 1885-1894, lithografie door John C. Bignell
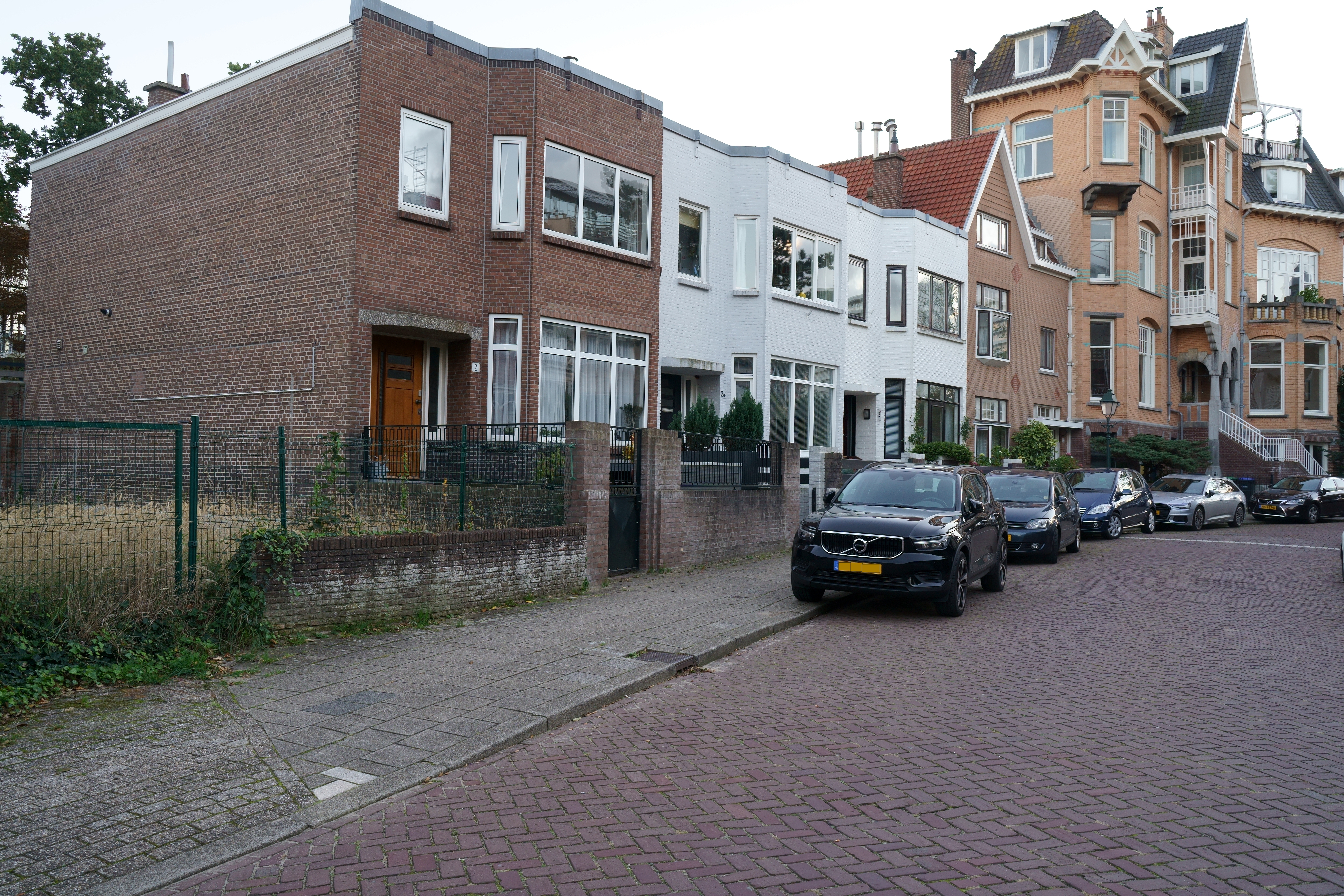
Helmstraat 2 t/m 2G Scheveningen, hoek Scheveningseweg waar Villa "Esher Surrey" gestaan moet hebben
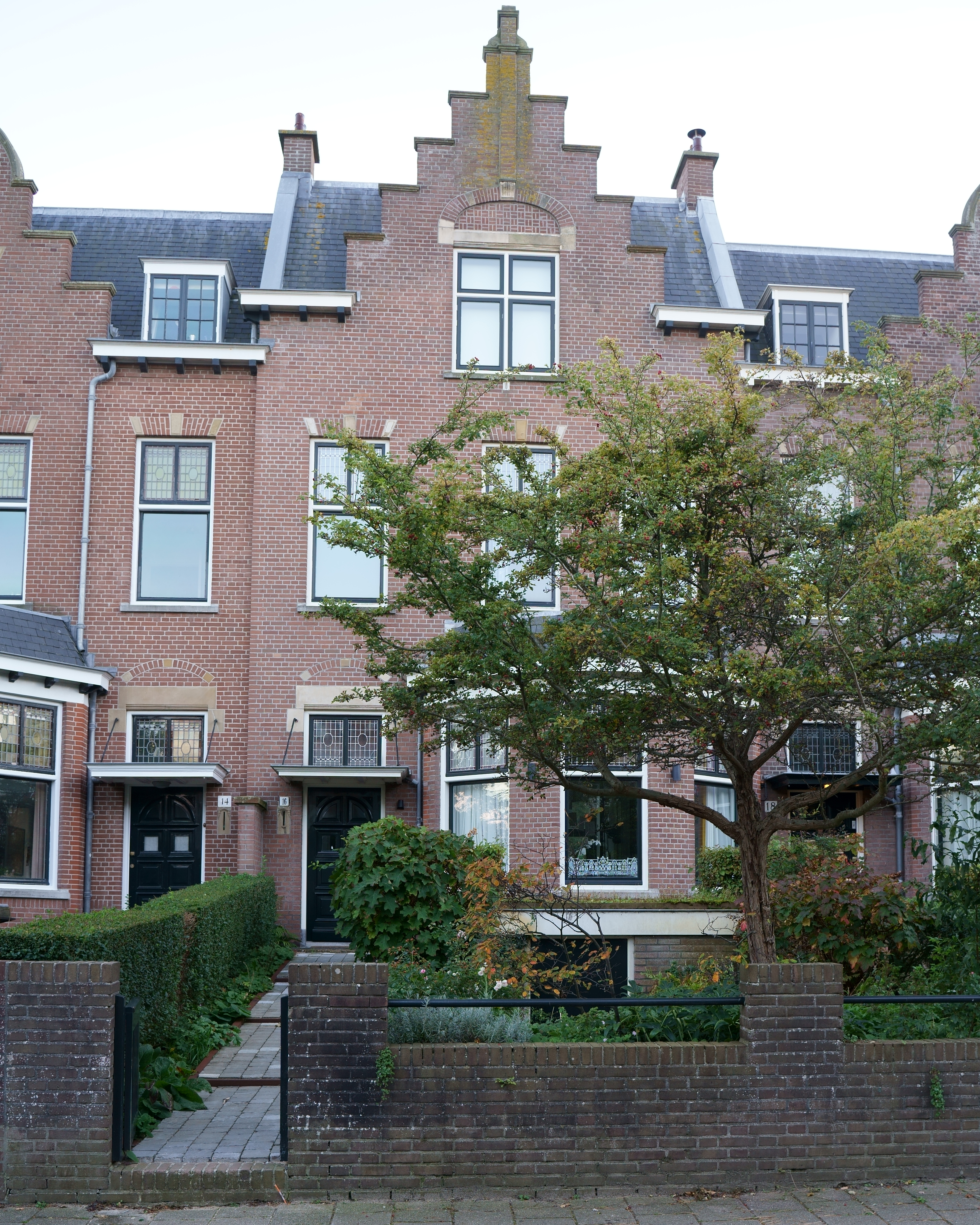
Helmstraat 16 Scheveningen, woonhuis van C.J.R. Bignell